# Iaroslavîci, Zboriv
Iaroslavîci (în ucraineană Ярославичі) este localitatea de reședință a comunei Iaroslavîci din raionul Zboriv, regiunea Ternopil, Ucraina.

## Demografie
Componența lingvistică a localității Iaroslavîci
     Ucraineană (99,59%)
Conform recensământului din 2001, majoritatea populației localității Iaroslavîci era vorbitoare de ucraineană (99,59%), existând în minoritate și vorbitori de alte limbi.